# Schodnenskaja
Schodnenskaja (ryska: Сходненская) är en station på Tagansko–Krasnopresnenskajalinjen i Moskvas tunnelbana. Stationen öppnades den 30 december 1975, tillsammans med tre andra stationer som förlängde linjen norrut bortom den tidigare slutstationen Oktiabrskoje Pole. 
Schodnenskaja är en enkelvalvsstation, vilket var en stor förändring jämfört med de typiska funktionalistiska stationerna som byggdes på 1960-talet. Att bygga enkelvalvsstationer vid denna tid var ett svårt ingenjörsarbete, när det gällde att få valvet att stå emot trycket från jorden ovanför. De två enkelvalvsstationer som fanns sedan tidigare, Biblioteka imeni Lenina (1935) och Aeroport (1938), var byggen som hade genomförts med problem, och man använde därför en ny metod vid byggandet av Schodenskaja. Man grävde ut stationen med vanlig öppet schakt-metod och byggde väggarna, därefter fylldes stationen åter med den uppgrävda jorden, vilken formades till en halvcylinder. Ovanpå jorden monterade man en metallarmatur och på denna betongblock, och sedan grävdes jorden från stationen bort igen. 